# Глебов, Евгений Павлович
Евгений Павлович Глебов (10 декабря 1924, посёлок Сабунчи Азербайджанской ССР — 23 октября 1975, Баку) — советский контр-адмирал, кандидат технических наук, профессор, начальник Каспийского высшего военно-морского училища им. С. М. Кирова.

## Биография
Родился 10 декабря 1924 года в посёлке Сабунчи (ныне в черте г. Баку) в семье рабочего. 31 декабря 1941 года призван в Военно-морской флот. Всю свою сознательную жизнь посвятил служению флоту. Проходил службу на подводных лодках Северного флота, после чего его служебная деятельность была связана с обучением и воспитанием будущих офицеров.

### Военное образование
- 12.1941-11.1942 — курсант Бакинского военно-морского подготовительного училища
- 11.1942-06.1944 — ВВМУ им. М. В. Фрунзе
- 06.1944-05.1946 — переведен в Каспийское высшее военно-морское Краснознамённое училище имени С. М. Кирова
- 1949 год — с отличием окончил Высшие специальные офицерские классы ВМФ

### Воинская карьера
- В 1946 году начал службу штурманом подводной лодки «С-51» на Северном флоте.
- С апреля 1948 года — помощник командира ПЛ «С-103» бригады подводных лодок Северного флота (военно-морская база Полярный).
- В 1949 году после окончания ВСОК ВМФ назначен младшим преподавателем ВВМУ им. М. В. Фрунзе.
- В июле 1951 года назначен преподавателем ВВМУ им. М. В. Фрунзе.
- С декабря 1952 года старший преподаватель кафедры технических средств кораблевождения.
- В 1953 году участвовал в гидрографических работах по промеру Фареро-Исландского рубежа.
- В 1956 году защитил кандидатскую диссертацию, присвоено учёное звание доцента.
- С 1960 по 1972 год — начальник кафедры технических средств кораблевождения
- В 1972 году удостоен звания профессора.
- С июня 1972 года заместитель начальника училища по учебной и научной работе.
- В 1973 году организовал ввод в строй первого в ВМФ навигационно-тактического тренажёра.
- В июне 1974 года возглавил Каспийское Высшее военно-морское училище им. С. М. Кирова.
- В апреле 1975 года присвоено звание контр-адмирала.

Евгений Павлович Глебов пришел к нам тогда, когда мы перешли на четвёртый курс. С приходом Глебова исчезла слежка и сыск. Он имел славу гения и фрондёра… Поговаривали, что он настоящий учёный, не то что некоторые; что он чуть ли не академик и одно время даже занимался космосом, но вот незадача, он где-то что-то сказал не то, и в тот же миг оказался в нашем училище начальником, а не сказал бы — видели бы мы его в нашей Тмутаракани.
— Из книги Александра Покровского  «Система»

Могила контр-адмирала Е. П. Глебова на Серафимовском кладбище

Умер на боевом посту. Скоропостижно скончался 23 декабря 1975 года в Баку. Похоронен в Ленинграде на Серафимовском кладбище.

…учёный, прекрасный организатор, человек большой души контр-адмирал Глебов Евгений Павлович. Стиль его работы состоял в том, чтобы соединить усилия учёных, педагогов, командиров, политработников, курсантов в единое русло борьбы за главное — знания.
В этом отражалась суть повседневных забот большого и дружного коллектива. Заметно активизировалась подготовка научно-педагогических кадров.
Пожалуй, главным в стиле работы коммуниста Глебова было — научить людей заниматься своим делом, не распылять усилия, не перекладывать свои обязанности на других. Многое удалось сделать. Но, к сожалению, не все планы реализованы. Неожиданная смерть Евгения Павловича потрясла его сослуживцев, друзей и близких. Непродолжительное время пришлось руководить ему училищем. Но добрая память о нём осталась у всех, кто вместе с ним работал.
— Из книги А. П. Курочкина  «Апшеронский меридиан»

## Общественная деятельность
Контр-адмирал Е. П. Глебов активно участвовал в общественной жизни училища и города Баку, был депутатом Бакинского городского Совета депутатов трудящихся.

## Награды
- Орден Красной Звезды[4][5][6]
- Медаль «За боевые заслуги»
- Медаль «За победу над Германией в Великой Отечественной войне 1941—1945 гг.»
- Именное оружие

## Публикации
Автор более 120 научно-методических трудов, в том числе 3 учебников.